# Alex Nibourette
Alex Nibourette (26 dicembre 1983) è un calciatore seychellese, di ruolo centrocampista.